# ロバート・リビングストン・ザ・ヤンガー

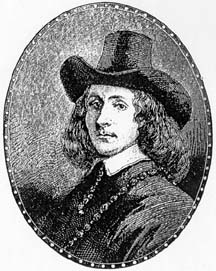

ロバート・リビングストン・ザ・ヤンガー（Robert Livingston the Younger, 1663年 – 1725年4月）は、アメリカの豪商、政治家。ロバート・リビングストン・ジュニア、ロバート・リビングストン・ザ・ネフュー（Robert Livingston the Nephew）としても知られる。
ジェームズ・リビングストンの息子で、ロバート・リビングストン・ジ・エルダーの甥である。スコットランドで生まれ、1687年にロッテルダムからアメリカに移住してオールバニに住み、叔父のAlbany enterprisesに務めた。その後、様々な職に就き、市の事務員、市会議員、副市長、そして1710年から1719年まで市長を務めた。また、1710年に叔父からインディアン事務局の委員を引き継ぎ、死ぬまで務めた。
1697年に初代オールバニ市長ピーター・スカイラーの娘マーガリータ（もしくはマーガリタ）・スカイラー（1682年生）と結婚した。ニューヨーク、モントリオールでの商売にも成功し、複数の子供がいた。ある情報によると5人がいた。
- Engeltje（1698年受洗）
- ジェームズ（1701年受洗）
- ジャネット（1703年受洗）
- ピーター（1706年受洗）
- ジョン（1709年受洗）

である。マーガリータがいつ死亡したかは定かではないが、1756年から1784年頃とみられる。